# 四辻実茂
四辻 実茂（よつつじ さねしげ）は、室町時代前期の公卿。

## 経歴
応永2年（1395年）正四位下で参議となる。翌3年、従三位に昇り、同4年、但馬権守を兼ねる。同6年、正三位権中納言となり、同12年、従二位に昇叙された。同年3月5日、薨去した。

## 系譜
- 父：室町季顕（四辻季顕）
- 母：不詳
- 妻：不詳
  - 男子：四辻季俊